# Im Zeichen des Zorro
Im Zeichen des Zorro (Originaltitel: The Mark of Zorro) ist ein US-amerikanischer Mantel-und-Degen-Film aus dem Jahr 1940 mit Tyrone Power als Zorro. Als literarische Vorlage diente der Roman Der Fluch von Capistrano (The Curse of Capistrano, 1919) von Johnston McCulley.

## Handlung
Anfang des 19. Jahrhunderts wird Diego Vega, der in Spanien weilt, von seinem Vater Don Alejandro Vega ins heimatliche Kalifornien gerufen, wo die Menschen von Don Luis Quintero und seinen Soldaten tyrannisiert werden. Angeführt werden die Soldaten von Captain Esteban Pasquale, der mit aller Härte Quinteros Pläne durchsetzt. Als Don Diego Zeuge der Missstände wird, beschließt er, sich des Nachts als maskierter Bandit namens Zorro zu verkleiden und sich für die Rechte der Bauern einzusetzen. Am jeweiligen Tatort hinterlässt er den Buchstaben „Z“ als seine Signatur. Tagsüber tritt er der Tarnung halber als eitler Adliger auf und flirtet mit Quinteros eingebildeter Frau Inez, obwohl er sich eigentlich in Quinteros schöne Nichte Lolita verliebt hat. Dadurch, dass er sich Inez bewusst zuwendet und ihr von Madrid vorschwärmt, um sie zusammen mit ihrem machtgierigen Gatten zu einem Umzug nach Spanien zu bewegen, zieht er sich den Zorn von Captain Pasquale zu, der Inez ebenfalls Avancen macht.
Als Zorro Quintero auffordert, nach Spanien zu reisen und Don Alejandro als dessen Nachfolger für das Amt des kalifornischen Gouverneurs zu bestimmen, schlägt Captain Pasquale stattdessen vor, die Familie Vega mit der von Quintero zu verbinden, indem Diego und Lolita heiraten. Lolita ist zunächst empört über den Vorschlag, da ihr Diego zu affektiert und aufgeblasen erscheint. Als sie jedoch erfährt, dass er Zorro ist, ändert sie ihre Meinung. Daraufhin wird Diegos Komplize, Bruder Felipe, von Captain Pasquale festgenommen und gezwungen, ihm die wahre Identität von Zorro zu verraten. Es folgt ein Duell zwischen Diego und Captain Pasquale, der durch Diegos Degen letztlich stirbt. 
Quintero ist inzwischen misstrauisch geworden und lässt daher Diego festnehmen und zum Tode verurteilen. Diego gelingt es jedoch, aus dem Gefängnis auszubrechen und die Bauern zu einer Rebellion gegen Quinteros Soldaten aufzurufen. Nachdem diese geschlagen und überwältigt worden sind, übernimmt Don Alejandro Quinteros Position und sorgt fortwährend für Frieden in der Region, während sein Sohn Diego mit Lolita ein glückliches Leben beginnt.

## Hintergrund
Im Zeichen des Zorro entstand als Remake des Stummfilms Das Zeichen des Zorro (1920), mit dem einst Douglas Fairbanks John McCulleys Romanfigur des Zorro (zu dt.: „Fuchs“) berühmt gemacht hatte. Zwanzig Jahre später ließ 20th Century Fox Tyrone Power in die Rolle des Zorro schlüpfen. 
Die Dreharbeiten fanden vom 25. Juli bis 12. September 1940 statt. Das Degenduell zwischen Power und Basil Rathbone gilt als eines der besten der Filmgeschichte. Rathbone, der sich bereits mit Errol Flynn in Unter Piratenflagge (1935) und Robin Hood, König der Vagabunden (1938) legendäre Duelle geliefert hatte, erlitt während der Dreharbeiten mit Power zwei Schnittwunden an seiner Stirn. Power wurde hingegen in einigen Aufnahmen gedoubelt.
Der Film feierte am 1. November 1940 in Cincinnati, Ohio, seine Premiere und kam eine Woche später in die US-amerikanischen Kinos. In Deutschland lief er am 12. Juli 1949 an. Im Jahr 2005 erschien er auf DVD.

## Kritiken
Für das Lexikon des internationalen Films war Im Zeichen des Zorro ein „[s]chwungvoller, romantischer Abenteuerfilm“, der als „amerikanische Robin-Hood-Version“ neben „Mantel-und-Degen-Eskapaden“ auch „mit Eleganz, optischer Delikatesse und einer vielgerühmten Filmmusik“ aufwarten könne. Die Frankfurter Allgemeine Zeitung befand, dass Regisseur Rouben Mamoulian einen Film inszeniert habe, „in dem die Aktion niemals zum Selbstzweck wird, sondern ein Zwang ist, der sich aus den Verhältnissen ergibt“. Herausgekommen sei zudem ein Film, „der alle Kniffe der Gattung beherrscht und der doch zugleich die Grenzen des Genres überschreitet“.
Craig Butler vom All Movie Guide zufolge sei Im Zeichen des Zorro „eines der besten Mantel- und Degenabenteuer, das jemals gefilmt wurde“. Der Film verfüge über „eine gesunde Portion Romanze“ und sei „mehr als nur ein bisschen Komödie“. Hauptdarsteller Tyrone Power, „der eindeutig für die Titelrolle geboren wurde“, habe „alles richtig“ gemacht: „Charisma, Tapferkeit, Affektiertheit, Sehnsucht – es ist alles in den richtigen Proportionen vorhanden.“ Auch Basil Rathbone zeige sich „in Bestform“ und verkörpere mit seiner „Eleganz und Kaltblütigkeit die Art von Bösewicht, die das Publikum am liebsten hasst“. Variety meinte, dass das „Degenduell zwischen Power und Rathbone, das ca. zwei Minuten dauert, […] ein dramatisches Highlight“ sei.

## Auszeichnungen
Bei der Oscarverleihung 1941 war der Film in der Kategorie Beste Filmmusik für den Oscar nominiert. Komponist Alfred Newman unterlag jedoch Leigh Harline, Paul J. Smith und Ned Washington, die den Preis für ihre Musik in Disneys Pinocchio gewannen. Im Jahr 2009 wurde Im Zeichen des Zorro in das National Film Registry aufgenommen.

## Deutsche Fassung
Die deutsche Synchronfassung entstand 1949 durch die Motion Picture Export Association. Die Synchronregie führte Josef Wolf nach dem Dialogbuch von Kurt Hinz.
| Rolle                    | Darsteller         | Synchronsprecher       |
| ------------------------ | ------------------ | ---------------------- |
| Don Diego Vega / Zorro   | Tyrone Power       | Hans Nielsen           |
| Lolita Quintero          | Linda Darnell      | Erika Georgi           |
| Captain Esteban Pasquale | Basil Rathbone     | Ernst Fritz Fürbringer |
| Inez Quintero            | Gale Sondergaard   | Ilse Werner            |
| Bruder Felipe            | Eugene Pallette    | Rudolf Reiff           |
| Don Luis Quintero        | J. Edward Bromberg | Otto Wernicke          |
| Don Alejandro Vega       | Montagu Love       | Walter Holten          |
| Senora Isabella Vega     | Janet Beecher      | Edith Schultze-Westrum |
| Rodrigo                  | Robert Lowery      | Ernst von Klipstein    |
| Wirt                     | Frank Puglia       | Bum Krüger             |
| Don Miguel               | Pedro de Cordoba   | Wolfgang Eichberger    |

## Weitere Verfilmungen des Romans
- 1920: Das Zeichen des Zorro (The Mark of Zorro) – USA – Regie: Fred Niblo – mit Douglas Fairbanks
- 1998: Die Maske des Zorro (The Mask of Zorro) – USA / Mexiko – Regie: Martin Campbell – mit Antonio Banderas und Catherine Zeta-Jones
- 2005: Die Legende des Zorro (The Legend of Zorro) – USA – Regie: Martin Campbell – mit Antonio Banderas und Catherine Zeta-Jones